# Justizvollzugsanstalt für Frauen
Die Justizvollzugsanstalt für Frauen ist eine Justizvollzugsanstalt des Landes Niedersachsen. Sie ist für nahezu alle weiblichen Gefangenen im Land Niedersachsen zuständig. Die JVA besitzt drei Standorte in Vechta und einen Standort in Hildesheim mit insgesamt 168 Bediensteten.

## Geschichte
Der Standort der Hauptanstalt in Vechta geht auf ein Franziskanerkloster aus dem Jahre 1640 zurück, welches 1816 zu einem Zuchthaus für Männer wurde. Seit dem Jahr 1941 werden dort weibliche Jugendliche und seit 1956 auch erwachsene Frauen inhaftiert. Im Jahr 1991 wurde der Standort zu einer eigenständigen Justizvollzugsanstalt.

## Standorte
Heute besitzt die Justizvollzugsanstalt die Abteilungen Zitadelle, Falkenrott, Hildesheim sowie die Hauptanstalt. Die Abteilung Zitadelle beinhaltet insbesondere den Jugendvollzug, während die Abteilung Falkenrott ein Mutter-Kind-Haus und den Offenen Vollzug beherbergt. Am Ort gibt es ferner die Justizvollzugsanstalt für Jungtäter Vechta.
| Standort     | Haftplätze |
| ------------ | ---------- |
| Hauptanstalt | 121        |
| Zitadelle    | 41         |
| Falkenrott   | 71         |
| Hildesheim   | 72         |
| Gesamt       | 305        |